# Margaret Jelinek

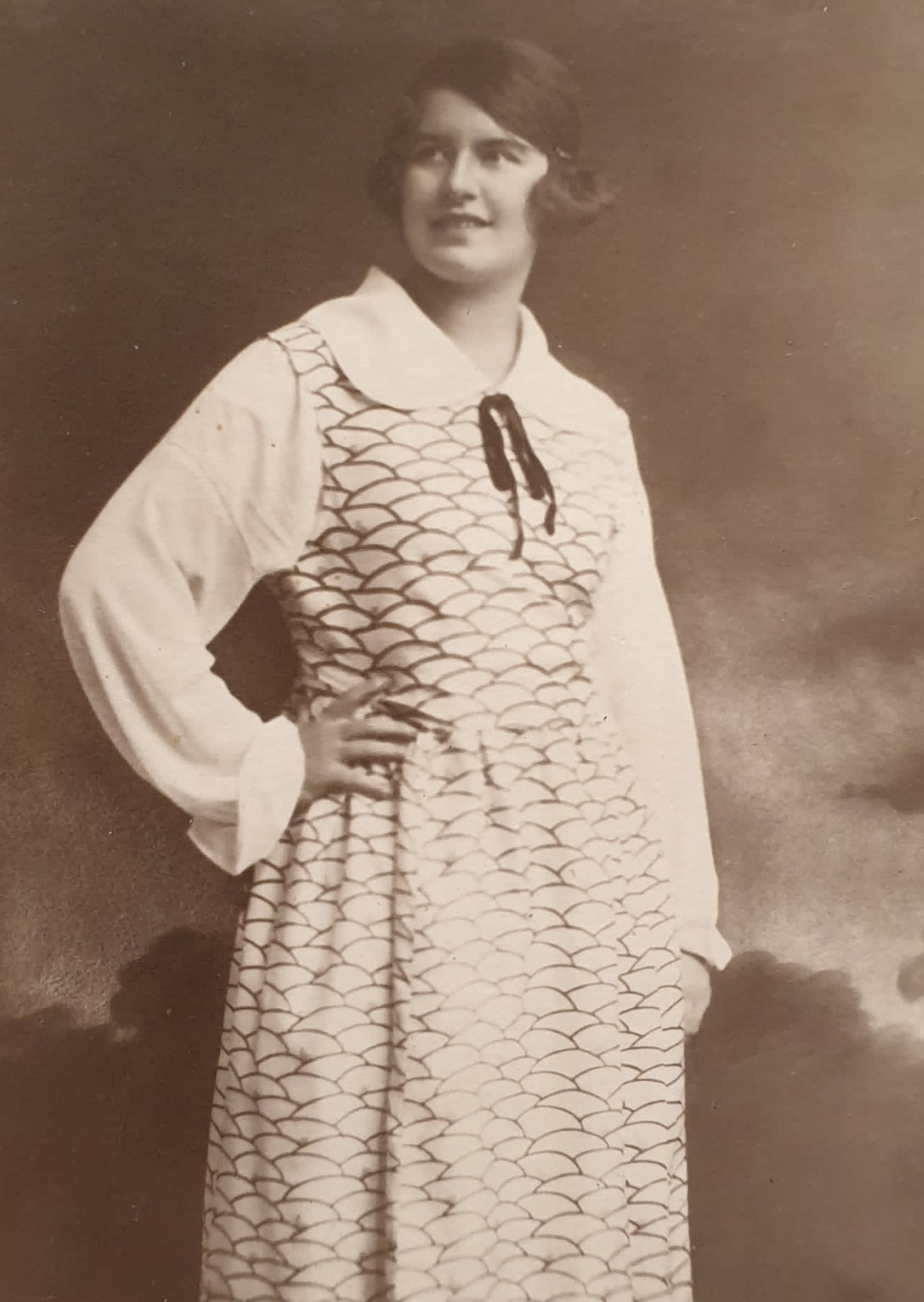
Margaret Jelinek 1919

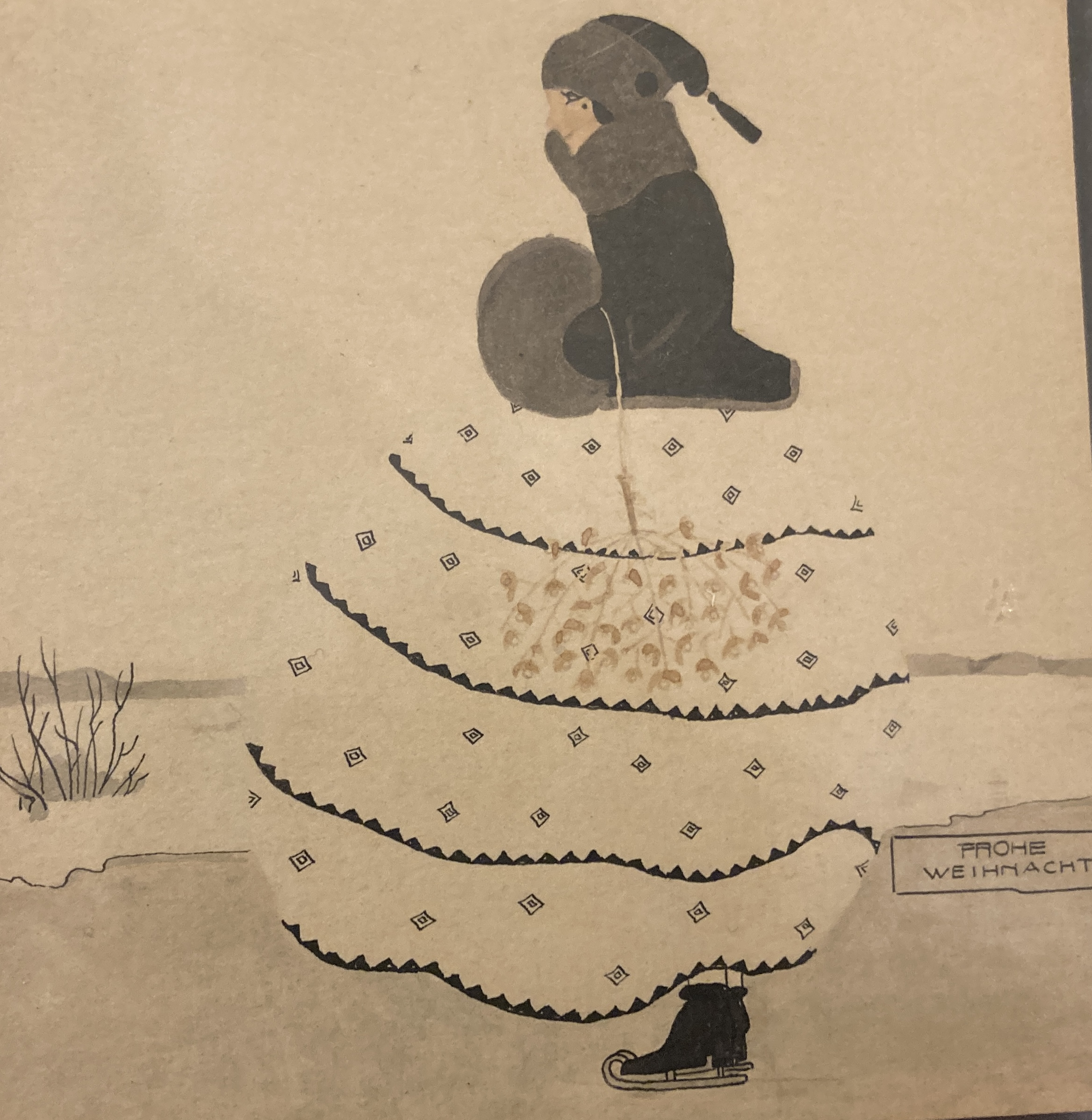
Eislaufvergnügen, 1921

Margaret Jelinek (auch Grete Jelinek, geb. 13. Juli 1895 in Brünn; gest. 21. Oktober 1983 in Wien) war eine österreichische Malerin und Zeichnerin. Sie arbeitete für internationale Zeitschriften und erstellte Kunstpostkarten.

## Leben
Grete Jelinek entstammte einer großbürgerlichen Familie, die in Brünn (Mähren) lebte. Der Vater, Josef Jelinek, war Baumeister und Landeshauptmann-Stellvertreter von Mähren. Ihre Mutter, Maria Jelinek, entstammte einer dänischen Familie aus Jütland. Sie war Opernsängerin und hatte 1887 bis Ende der 80er Jahre ihre ersten Auftritte in Hamburg-Altona.
Über Grete Jelineks Ausbildung ist nichts bekannt. Sie dürfte aber in jedem Fall, wie in großbürgerlichen Familien üblich – und wegen des Berufs des Vaters – Musik- und Zeichenunterricht bekommen haben.
1924 zog Grete Jelinek nach Wien. Dort heiratete sie 1924 Wendo Wiglitzki, den langjährigen Direktor von Polyphon-Grammophon in Wien (1887–1952). Ihr späterer Lebensgefährte war der Maler Robert Libeski (1892–1988). Er war Mitglied der Wiener Secession.

## Werke
Die ersten veröffentlichten Skizzen und Zeichnungen von Grete Jelinek sind Anfang der 1920er Jahre in Österreich zu datieren.
Ihre Zeichnungen orientierten sich an Art déco und Jugendstil. Sie selbst gehörte nicht zur Gruppe der Wiener Werkstätten, obwohl man sie stilistisch dort einreihen könnte.
Grete Jelinek arbeitete als Zeichnerin für Modezeitschriften, darunter auch für das französische Journal „Elle“. Wie aus den Signaturen von einigen Blättern hervorgeht, arbeitete die Künstlerin in den Sommermonaten oft im Salzkammergut.
Grete Jelinek hinterließ Bilder und Zeichnungen im Postkarten- und Briefmarkenformat. Die Ausführungen sind in Bleistift und Tusche erfolgt, in wenigen Fällen sind sie koloriert und es gibt einige Lithographien.